# Triteleia bridgesii
Triteleia bridgesii är en sparrisväxtart som först beskrevs av Sereno Watson, och fick sitt nu gällande namn av Edward Lee Greene. Triteleia bridgesii ingår i släktet Triteleia och familjen sparrisväxter. Inga underarter finns listade i Catalogue of Life.